# Петш Янаш
Петш Янаш, інший варіант — Клаус-Петро Янаш, німецький варіант — Петер Яннаш, Клаус-Петер Яннаш (н.-луж. Pětš Janaš, Klaws-Pětr Janaš н.-луж. Pětš Janaš, Klaws-Pětr Janaš нім. Peter Jannasch, Klaus-Peter Jannasch 19 листопада 1933 року, Котбус, Німеччина) — нижньолужицький педагог, перекладач, громадський діяч і видавець словників і підручників нижньолужицької мови. Лауреат премії імені Якуба Чишинського .

## Біографія
Народився 19 листопада 1933 року у нижньолужицькій сім'ї у місті Котбус. У 1952 році закінчив серболужицьку гімназію у Будішині . Вивчав германістику і сорабістіку у Лейпцизькому університеті . З 1956 року викладав у нижньолужицькій комуні Борково, де у 1958 році видав свій перший підручник. Потім працював у Вищій політехнічній школі у комуні Борково та серболужицькій вищій школі у Котбусі. З 1973 року працював у серболужицькому педагогічному об'єднанні. З 1979 року був членом Нижньолужицької мовної комісії, яка входила до складу серболужицької мовної комісії при Інституті серболужицького народознавства .
Після 1991 року разом з Маріанною Біртлер брав участь у реформації серболужицької освіти та організації телемовлення лужицькими мовами на каналі ORB. У 1992 році заснував Нижньолужицьку організацію «Źěłanišćo za serbske kubłańske wuwijanje Chóśebuz».
У 2005 році був удостоєний премії імені Якуба Чишинського «за значний внесок у збереження нижньолужицької мови». 24 листопада 2012 був нагороджений пам'ятною медаллю міста Котбус.

## Твори
- Moja prědna serbska knigła. Domowina, Budyšyn, 1960
- Wjasole wuknjomy. Wucbnica za 2. lětnik za serbsku wucbu na wušych šulach z dolnoserbskeju wucbu . Domowina, Budyšyn, 1966
- Naša serbšćina: zakładny kurs dolnoserbšćiny za pśigotowańske rědownje Serbskeje rozšyrjoneje wušeje šule . Ludowe nakładnistwo Domowina, Budyšyn, 1976
- Niedersorbische Grammatik. Domowina-Verlag, Bautzen, 1976
- Niedersorbische Grammatik für den Gebrauch der Sorbischen Oberschule. 2., durchgesehene Auflage. Domowina-Verlag, Bautzen, 1984
- Wörterbuch Deutsch-Niedersorbisch. Němsko-dolnoserbski słownik. Domowina-Verlag, Bautzen, 1990.
- Spěwaj, grajkaj, powědaj! Wučbnica dolnoserbšćiny za wukubłanje źěśownicow. Ludowe nakładnistwo Domowina, Budyšyn 1990;

### Переклади
- Antoine de Saint-Exupéry: Ten mały princ. Edition Tintenfass, Neckarsteinach 2010 ISBN 978-3-937467-72-6
- Wilhelm Busch: Maks a Moric. Edition Tintenfass, Neckarsteinach 2014 року, ISBN 978-3-943052-68-8
- Wilhelm Busch: Das Bad am Samstagabend. So kupać ma, hdyž wječor je a sobota. Se kupaś ma, gaž wjacor jo a sobota. Dreisprachige Ausgabe: Obersorbisch, Deutsch, Wendisch (Niedersorbisch). Edition Tintenfass, Neckarsteinach 2015 року, ISBN 978-3-943052-95-4